# Associazione Calcio Bolzano 1961-1962
Questa voce raccoglie le informazioni riguardanti l'Associazione Calcio Bolzano nelle competizioni ufficiali della stagione 1961-1962.

## Rosa
| N. |                   | Ruolo | Calciatore       |
| -- | ----------------- | ----- | ---------------- |
|    | Italia (bandiera) | D     | Giuseppe Bacher  |
|    | Italia (bandiera) | C     | Arnaldo Benin    |
|    | Italia (bandiera) |       | Bottazzi         |
|    | Italia (bandiera) |       | Carelli          |
|    | Italia (bandiera) |       | Casini           |
|    | Italia (bandiera) | A     | Carlo Dazzi      |
|    | Italia (bandiera) | P     | Aldo Doliana     |
|    | Italia (bandiera) | P     | Michele Ferrario |
|    | Italia (bandiera) | A     | Carlo Festa      |
|    | Italia (bandiera) | A     | Rino Finetto     |
|    | Italia (bandiera) |       | Fiorani          |
|    | Italia (bandiera) | D     | Ilario Molgora   |

| N. |                   | Ruolo | Calciatore        |
| -- | ----------------- | ----- | ----------------- |
|    | Italia (bandiera) | C     | Renato Paris      |
|    | Italia (bandiera) | C     | Giuseppe Perini   |
|    | Italia (bandiera) | D     | Luigi Pisetta     |
|    | Italia (bandiera) | A     | Cesare Pollastri  |
|    | Italia (bandiera) | C     | Bruno Prandini    |
|    | Italia (bandiera) | P     | Piero Provezza    |
|    | Italia (bandiera) |       | Rizzi             |
|    | Italia (bandiera) | A     | Renato Saiani     |
|    | Italia (bandiera) | P     | Giancarlo Sartin  |
|    | Italia (bandiera) | C     | Giampiero Taluzzi |
|    | Italia (bandiera) |       | Targa             |